# Ernst Schmid (Schriftsteller)
Ernst Schmid (* 8. September 1958 in Jenbach/Tirol) ist ein österreichischer Autor und Hauptschullehrer, der in Linz lebt und arbeitet.

## Leben
Seine Kindheit und Jugend verbrachte Ernst Schmid im oberösterreichischen Schärding. Schmid machte eine Ausbildung an der Pädagogischen Akademie in Linz, wo er nun als  Hauptschullehrer tätig ist und er hat auch seinen Wohnsitz in Linz.
Schmid ist Mitglied des österreichischen P.E.N.-Clubs sowie des Österreichischen Schriftstellerverbandes, des Autorenkreises Linz sowie der Kriminalschriftstellervereinigung „Das Syndikat“. 

## Werke
- Vor allen anderen Dingen, Gedichte, 1993
- Schattenernte, Gedichte, 1996
- Die Finsternis der Tage, Gedichte, 1998
- Winternächtig, Gedichte, 2000
- Totschweigen, Roman, 2002
- Katzengold, Gedichte, 2003
- Kein Weg zurück, Roman, 2004
- Die Füße im Feuer, Roman, Herbst 2005
- Echte Kameraden, Roman, 2007
- Zigeunerblut, Roman, 2008
- Ene, mene, muh, Roman, 2009

## Auszeichnungen und Stipendien
- 1990: Luitpold-Stern-Preis (Förderpreis)
- 1997: Theodor-Körner-Förderpreis
- 1998: Anerkennungspreis für Gedanken gegen Rassismus und Intoleranz
- 2003, 2004, 2006: Arbeitsstipendium des Landes Oberösterreich.